# Język kirgiski
Język kirgiski (kirg. кыргыз тили, قىرعىزچا, قىرعىز تىلى) – język należący do rodziny języków turkijskich. Jest językiem urzędowym Kirgistanu, obok rosyjskiego. Porozumiewa się nim ok. 5 mln ludzi, głównie Kirgizów w swoim kraju, ale też w Afganistanie, Chinach, Kazachstanie, Tadżykistanie, Turcji i Uzbekistanie.
Jest blisko spokrewniony z językiem kazachskim.

## Dialekty
Języki kirgiski dzieli się na dwa podstawowe dialekty: północny, w którym jest więcej zapożyczeń z języków mongolskich i wpływów kazachskich, oraz południowy, charakteryzujący się wpływami uzbeckimi. Język literacki opiera się na dialekcie północnym.
Istnieje też mniejszy, trzeci dialekt języka kirgiskiego w Pamirze. Wielka ilość zapożyczeń z języka dari i brak rusycyzmów zauważalnie utrudniają zrozumienie tego dialektu przez Kirgizów z Kirgistanu.

## Alfabet
Język kirgiski jest obecnie zapisywany cyrylicą, a alfabet zawiera 36 znaków, w tym wszystkie znaki alfabetu rosyjskiego oraz Ңң, Үү, Өө. Alfabet kirgiski przedstawia się następująco:
| А а | Б б | В в | Г г | Д д | Е е | Ё ё |
| Ж ж | З з | И и | Й й | К к | Л л | М м |
| Н н | Ң ң | О о | Ө ө | П п | Р р | С с |
| Т т | У у | Ү ү | Ф ф | Х х | Ц ц | Ч ч |
| Ш ш | Щ щ | Ь ь | Э э | Ю ю | Я я |     |

Historycznie używano alfabetu łacińskiego – janalifu (w latach 1928—1940), a przedtem alfabetu arabskiego. Wśród Kirgizów w Sinciangu zachowało się pismo arabskie.
Społeczeństwo Kirgistanu ma różne zdania co do ponownego przyjęcia alfabetu łacińskiego. Przewodniczący Narodowej Komisji ds. Języka Państwowego i Polityki Językowej Kirgistanu, Kanybek Osmonaliew, ogłosił we wrześniu 2022 roku, że rozważane jest przejście z cyrylicy na alfabet łaciński. Kilka miesięcy potem, kiedy ponownie zaproponowano zmianę oficjalnego systemu pisma w celu zbliżenia kraju do innych narodów turkijskojęzycznych, Rosja zawiesiła eksport produktów mlecznych do Kirgistanu. Osmonaliew został upomniany przez prezydenta Sadyra Dżaparowa, który następnie wyjaśnił, że Kirgistan nie ma planów rezygnacji z alfabetu cyrylickiego.

### Przykładowe teksty
Pierwszy artykuł Deklaracji Praw Człowieka w języku kirgiskim:
| Бардык адамдар өз беделинде жана укуктарында эркин жана тең укуктуу болуп жаралат. Алардын аң-сезими менен абийири бар жана бири-бирине бир туугандык мамиле кылууга тийиш. |